# هوسوکاوا تادائوکی
هوسوکاوا تادائوکی (به ژاپنی: 細川 忠興 Hosokawa Tadaoki); ۲۸ نوامبر ۱۵۶۳ – ۱۸ ژانویهٔ ۱۶۴۶) پسر ارشد هوسوکاوا فوجی‌تاکا، یک دایمیو در اواخر دوره سنگوکو و اوایل دوره ادو در زمان حکمرانی شوگون‌سالاری توکوگاوا بود. همسر وی هوسوکاوا تاما دختر آکچی میتسوهیده بود. همسر وی به دین مسیحیت گروید.
او همچنین به عنوان استاد چای هوسوکاوا سانسای معروف است و به عنوان یکی از هفت فیلسوف ریکیو به حساب می آید. او بنیان‌گذار مراسم چای خوری سبک سانسای است.

## نبرد سکیگاهارا

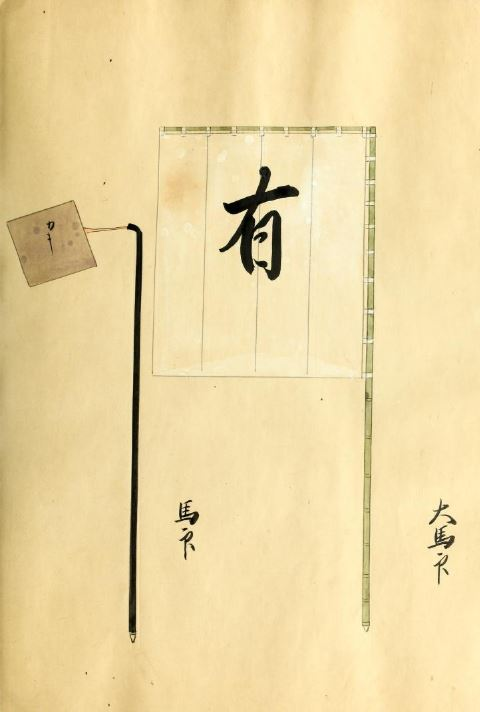
استانداردهای نبرد بزرگ هوسوکاوا تادائوکی

در ژوئیه ۱۶۰۰، ایشیدا میتسوناری با گروگان گرفتن همه کسانی که خانواده‌هایشان در قلعه اوساکا بودند، تلاش کرد تا اهرم فشاری بر کسانی که به سمت توکوگاوا ایه‌یاسو متمایل بودند به دست آورد. در طی همین گروگان‌گیری‌ها هوسوکاوا تاما برای جلوگیری از دستگیری، به خدمتکاری دستور داد که او را بکشد و محل زندگی آنها را آتش بزند. این حادثه به عنوان یک عمل حیله‌گرانه و هولناک از طرف ایشیدا میتسوناری در نظر گرفته شد و تادائوکی را به سمت توکوگاوا ایه‌یاسو سوق داد.
پس از آن، او در ولایت بوزن (۳۷۰٬۰۰۰ ککو) اعطا شد و در محاصره اوساکا (۱۶۱۴–۱۶۱۵) نیز به توکوگاوا ایه‌یاسو خدمت کرد.

## خانواده
- پدر: هوسوکاوا فوجیتاکا
- مادر: ناماتا جاکو (۱۵۴۴–۱۶۱۸)
- همسر اصلی: هوسوکاوا تاما
- همسر غیراصلی:
  - دختر کوری مونیاسو
  - دختر آکچی میتسوتادا
  - دختر کیوتا مامورو
  - دختر ماساشی شیماموتو
- فرزندان:
  - هوسوکاوا تاداتاکا (۱۵۸۰–۱۶۴۶) توسط هوسوکاوا تاما
  - هوسوکاوا اوکی‌آکی (۱۵۸۳–۱۶۱۵) توسط هوسوکاوا تاما
  - هوسوکاوا تاداتوشی فرزند هوسوکاوا تاما
  - هوسوکاوا اوکیتاکا
  - هوسوکاوا تاتسوتاکا فرزند دختر کیوتا مامورو
  - ماتسوی یوریوکی
  - اوچو فرزند هوسوکاوا تاما با مائه‌نو کاگه‌سادا ازدواج کرد.
  - اوتارا فرزند هوسوکاوا تاما با اینابا کازومیچی ازدواج کرد.
  - کوهو با ماتسوی اوکیناگا ازدواج کرد
  - عمان با کاراسوما میتسوکاتا ازدواج کرد